# Bosone II di Provenza
Bosone detto anche Bosone d'Arles (915 – 968) è stato conte d'Arles, conte di Avignone e conte di Provenza.

## Origine
Figlio del conte in Provenza (forse conte d'Avignone), Rotboldo I di Provenza (come ci viene confermato dal documento nº 29 del Cartoulaire de l'abbaye de Saint-Victor de Marseille?- ca. 950), e della moglie di cui non si conoscono né il nome né gli ascendenti, ma secondo alcuni era Ermengarda d'Aquitania, figlia del duca d'Aquitania Guglielmo il Pio e di Engelberga di Provenza.
Rotboldo I di Provenza era figlio primogenito ed unico maschio del conte d'Avignone conte d'Arles, governatore della Provenza e Margravio di Toscana, Bosone d'Arles e della prima moglie di cui non si conoscono né il nome né gli ascendenti.
La sua origine è controversa.

## Biografia
Dopo che la morte del re d'Italia, Ugo d'Arles, avvenuta nel 947, il re di Arles o due Borgogne, Corrado il Pacifico, con l'aiuto e la protezione del re di Germania, Ottone il Grande (quando, nel 937, il re d'Italia, Ugo di Provenza, secondo Liutprando, si recò a Ginevra per sposare, il 12 dicembre la madre di Corrado, Berta mentre la sorella di Corrado, Adelaide, (931-999), veniva promessa in sposa al figlio di Ugo, Lotario, Ottone il Grande, appena salito al trono di Germania, partì per la Borgogna, impedì il matrimonio di Hugo con Berchta von SCHWABEN, vedova du Rudolph II di Borgogna e sequestrò Corrado, per proteggerlo dagli appetiti di quanti volevano mettere le mani sulla Borgogna,e lo tenne con sé, per quattro anni, educandolo e preparandolo all'ascesa sul trono di Borgogna), ed entrò nel reale pieno possesso della Provenza, che sino ad allora era stata governata da Ugo d'Arles e, per limitare l'autorità ed il potere dei feudatari, divise la contea di Provenza in 3 feudi, Apt, Arles ed Avignone. Bosone II assieme al fratello Guglielmo prese possesso delle contee di Arles ed Avignone, mentre Apt venne data al conte Grifone, che però, dopo poco, venne eliminato da Bosone (citato come conte nel Cartoulaire de l'abbaye de Saint-Victor de Marseille e Guglielmo, che pur senza averne titolo furono effettivi conti di Provenza.
Nel 955 circa Bosone II sposò Costanza, che per numerosi storici era Constanza di Provenza (920/30-dopo il 963), la figlia del conte di Vienne, Carlo Costantino. Che Costanza sia la figlia di Carlo Costantino non v'è certezza. Secondo alcuni storici che sia la figlia di Carlo Costantino solo per il fatto di avere tale nome che in precedenza nella Provenza non era usato, mentre per altri che hanno confutato tale tesi in quanto in vari documento dell'abbazia di Cluny, si trovano donne con tale nome (il nº 45, il nº 390, il nº 530, il nº 582 e il nº 683), Costanza era sorellastra di Carlo Costantino, figlia di suo padre Ludovico e la seconda moglie Adelaide.
Bosone e la moglie Costanza sono citati in alcuni donazioni riferite nella storia dell'Abbazia di Montmajour.
Morì nel 968, lasciando tutta la Provenza ai figli Guglielmo e Rotboldo i quali assunsero il titolo di conte di Provenza; poi divennero anche marchesi di Provenza.

## Discendenza
Bosone II e Costanza ebbero tre figli:
- Guglielmo I di Provenza[17](†993) detto il Liberatore, conte d'Arles e di Provenza e dal 975 marchese di Provenza
- Rotboldo II di Provenza[17] (†1008) che divise il titolo di conte di Provenza col fratello e poi quello di marchese di Provenza
- Ponzio juvenis († dopo il 963, citato in un documento di compravendita di quell'anno[15]).

## Ascendenza
|                        |   |                     | Genitori                 |  |  | Nonni |  |  | Bisnonni        |  |  | Trisnonni          |  |
|                        |   |                     |                          |  |  |       |  |  | Tebaldo d'Arles |  |  | Uberto del Vallese |  |
|                        |   |                     |                          |  |  |       |  |  | Tebaldo d'Arles |  |  | Uberto del Vallese |  |
|                        |   | …                   |                          |  |  |       |  |  | Tebaldo d'Arles |  |  |                    |  |
| Bosone d'Arles         |   |                     |                          |  |  |       |  |  | Tebaldo d'Arles |  |  |                    |  |
|                        |   | Berta di Lotaringia | Lotario II di Lotaringia |  |  |       |  |  |                 |  |  |                    |  |
|                        |   | Berta di Lotaringia | Lotario II di Lotaringia |  |  |       |  |  |                 |  |  |                    |  |
|                        |   | Berta di Lotaringia | Waldrada di Wormsgau     |  |  |       |  |  |                 |  |  |                    |  |
| Rotboldo I di Provenza |   | Berta di Lotaringia |                          |  |  |       |  |  |                 |  |  |                    |  |
|                        |   | …                   | …                        |  |  |       |  |  |                 |  |  |                    |  |
|                        |   | …                   | …                        |  |  |       |  |  |                 |  |  |                    |  |
|                        |   | …                   | …                        |  |  |       |  |  |                 |  |  |                    |  |
| …                      |   | …                   |                          |  |  |       |  |  |                 |  |  |                    |  |
|                        |   | …                   | …                        |  |  |       |  |  |                 |  |  |                    |  |
|                        |   | …                   | …                        |  |  |       |  |  |                 |  |  |                    |  |
|                        |   | …                   | …                        |  |  |       |  |  |                 |  |  |                    |  |
| Bosone II di Provenza  |   | …                   |                          |  |  |       |  |  |                 |  |  |                    |  |
|                        | … | …                   |                          |  |  |       |  |  |                 |  |  |                    |  |
|                        | … | …                   |                          |  |  |       |  |  |                 |  |  |                    |  |
|                        | … | …                   |                          |  |  |       |  |  |                 |  |  |                    |  |
| …                      | … |                     |                          |  |  |       |  |  |                 |  |  |                    |  |
|                        |   | …                   | …                        |  |  |       |  |  |                 |  |  |                    |  |
|                        |   | …                   | …                        |  |  |       |  |  |                 |  |  |                    |  |
|                        |   | …                   | …                        |  |  |       |  |  |                 |  |  |                    |  |
| …                      |   | …                   |                          |  |  |       |  |  |                 |  |  |                    |  |
|                        |   | …                   | …                        |  |  |       |  |  |                 |  |  |                    |  |
|                        |   | …                   | …                        |  |  |       |  |  |                 |  |  |                    |  |
|                        |   | …                   | …                        |  |  |       |  |  |                 |  |  |                    |  |
| …                      |   | …                   |                          |  |  |       |  |  |                 |  |  |                    |  |
|                        |   | …                   | …                        |  |  |       |  |  |                 |  |  |                    |  |
|                        |   | …                   | …                        |  |  |       |  |  |                 |  |  |                    |  |
|                        |   | …                   | …                        |  |  |       |  |  |                 |  |  |                    |  |
|                        |   | …                   |                          |  |  |       |  |  |                 |  |  |                    |  |

### Fonti primarie
- (LA)  Monumenta Germaniae Historica, Scriptores, tomus III.
- (LA)  Cartoulaire de Marseille Saint-Victor Tome I.
- (LA)  Recueil des Chartes de l'Abbaye de Cluny, tome I.
- (LA)  Recueil des Chartes de l'Abbaye de Cluny, tome II.

### Letteratura storiografica
- C. W. Previté-Orton, "L'Italia nel X secolo", cap. XXI, vol. II (L'espansione islamica e la nascita dell'Europa feudale) della Storia del Mondo Medievale, 1999, pp. 662–701.